# آلتین‌کول (ولایت اندیجان)
آلتین‌کول (به ازبکی: Oltinkoʻl) یک منطقهٔ مسکونی در ازبکستان است که در شهرستان آلتین‌کول واقع شده‌است. آلتین‌کول ۶٬۵۰۰ نفر جمعیت دارد.